# Grošnica
Grošnica (en serbe cyrillique : Грошница) est une localité de Serbie située dans la municipalité de Stanovo (Kragujevac), district de Šumadija. Au recensement de 2011, elle comptait 1 371 habitants.
Grošnica est officiellement classée parmi les villages de Serbie.

## Géographie
Au sud du village se trouve le lac de Grošnica, un lac de retenue créé par la construction d'un barrage sur la Grošnička reka dans les années 1930.

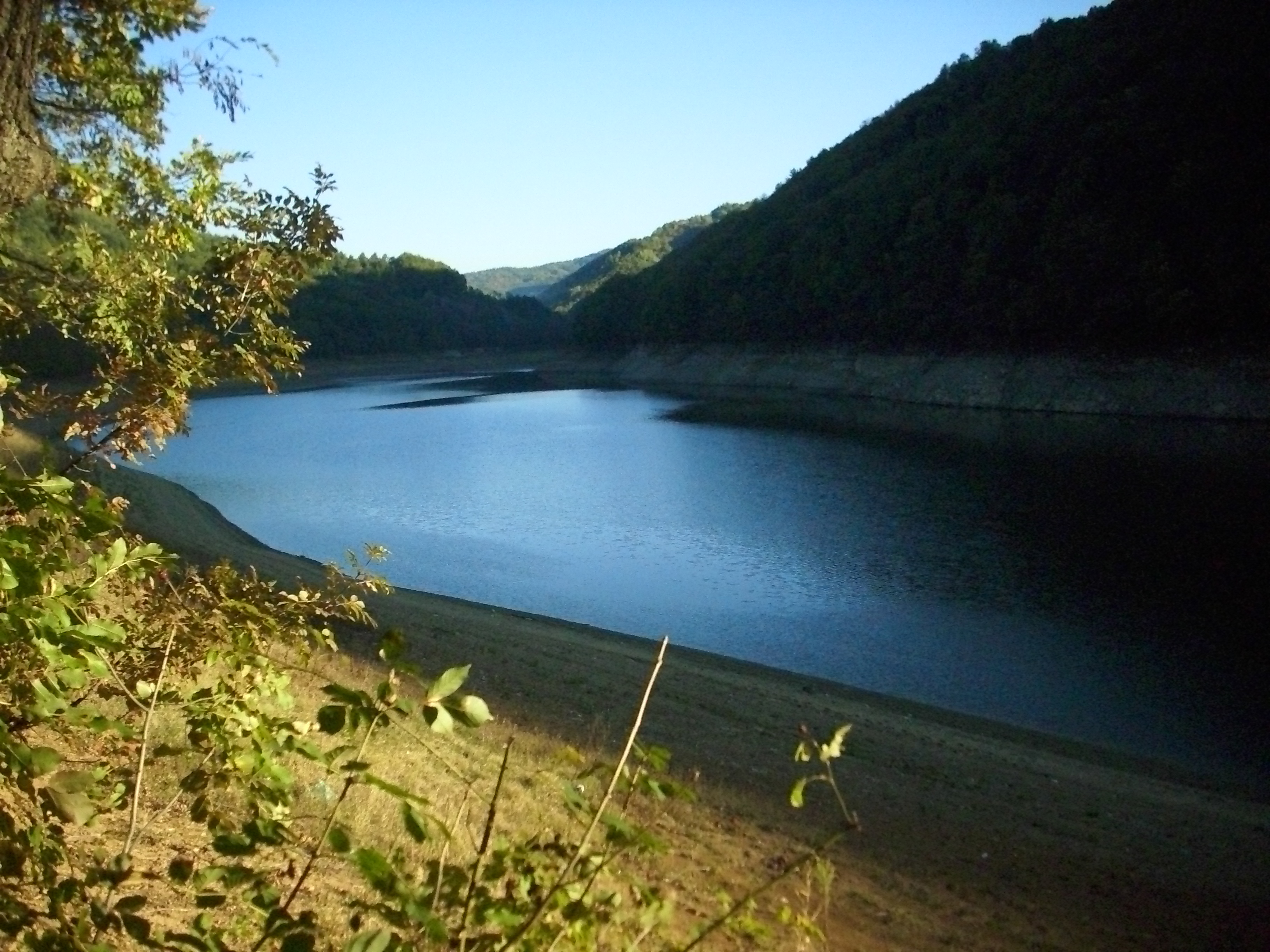
Le lac de Grošnica

## Démographie

### Évolution historique de la population
| 1948 | 1953 | 1961 | 1971 | 1981  | 1991  | 2002  | 2011  |
| ---- | ---- | ---- | ---- | ----- | ----- | ----- | ----- |
| 452  | 450  | 500  | 799  | 1 083 | 1 388 | 1 280 | 1 371 |

|  |